# Christian Horrebow
Christian Pedersen Horrebow (né le 15 avril 1718 – mort le 15 septembre 1776) est un astronome danois. Fils de Peder Horrebow, il succède à ce dernier comme directeur de l'observatoire astronomique de l'université de Copenhague.
Entre 1766 et 1768, il aurait observé Neith, un satellite hypothétique de Vénus. Il a également constaté la périodicité des taches solaires.